# Tre ting fra Fyn
Tre ting fra Fyn er en folkedans man danser som par rundt i en kreds. De tre ting, er tre forskellige ting man skal gøre når musikken vender tilbage til første reprise. Den første gang skal man gøre det der hedder at vippe, hvor man skiftevis falder ned på venstre og højre fod. Indimellem danser man polka rundt og fremad i en såkaldt danseretning i kredsen.
Den næste ting man skal gøre er hæl og tå, efterfulgt af tre apeller, tre tramp. Den sidste ting man skal hedder at smede. Det vil sige at man skal klappe. Først i egne, så mødes parternes højre hænder, man klapper i egne igen, derpå venstre hænderne og til sidst følger man musikken med tre klap.